# Cucullia hutchinsoni
Cucullia hutchinsoni är en fjärilsart som beskrevs av George Francis Hampson 1902. Cucullia hutchinsoni ingår i släktet Cucullia och familjen nattflyn. Inga underarter finns listade i Catalogue of Life.